# Gouvernement Bratslav
Het gouvernement Bratslav (Russisch: Брацлавское губерния, Bratslavskoe goebernija) of het onderkoninkrijk Bratislav (Russisch: Брацлавское наместничество) was een gouvernement (goebernija) binnen het keizerrijk Rusland. Het bestond van 22 januari 1796 tot 1797. Het gouvernement ontstond uit het woiwodschap Bratslav en de  woiwodschap Podolië en het ging op in het gouvernement Podolië en het gouvernement Kiev. Het gouvernement had zestien oejazden. De hoofdstad was Bratslav.